# Brook Taylor
Brook Taylor, född 18 augusti 1685 i Edmonton, död 29 december 1731 i London, var en brittisk matematiker.
Taylor ägnade sig till en början inte endast åt matematik, utan även åt musik, målarkonst och skönlitteratur. Han blev juris doktor i Cambridge 1714 och samma år sekreterare för Royal Society, men måste redan 1718 lämna denna befattning på grund av sjukdom. Taylor var en av sin tids mest framstående matematiker och deltog ivrigt i de lärda strider, som under början av 1700-talet utkämpades mellan den engelska och den tyska skolan inom den högre analysen. 
Hans främsta arbete är Methodus incrementorum directa et inversa (1715), vilket innehåller en framställning av differential- och differens- samt integralkalkyl liksom tillämpning härav på åtskilliga geometriska och mekaniska frågor, särskilt beträffande vibrerande strängars rörelse och ljusstrålens väg genom ett olikartat medium. Detta arbete, i vilket bland annat det så kallade Taylors teorem förekommer, vittnar om stort skarpsinne och matematisk begåvning, men på grund av det ytterst svårfattliga och knapphändiga framställningssättet lyckades det inte få någon större läsekrets. För övrigt författade Taylor flera avhandlingar av matematiskt, mekaniskt och fysikaliskt innehåll samt ett par arbeten i perspektivlära. I handskrift efterlämnade han åtskilliga filosofiska och teologiska avhandlingar.

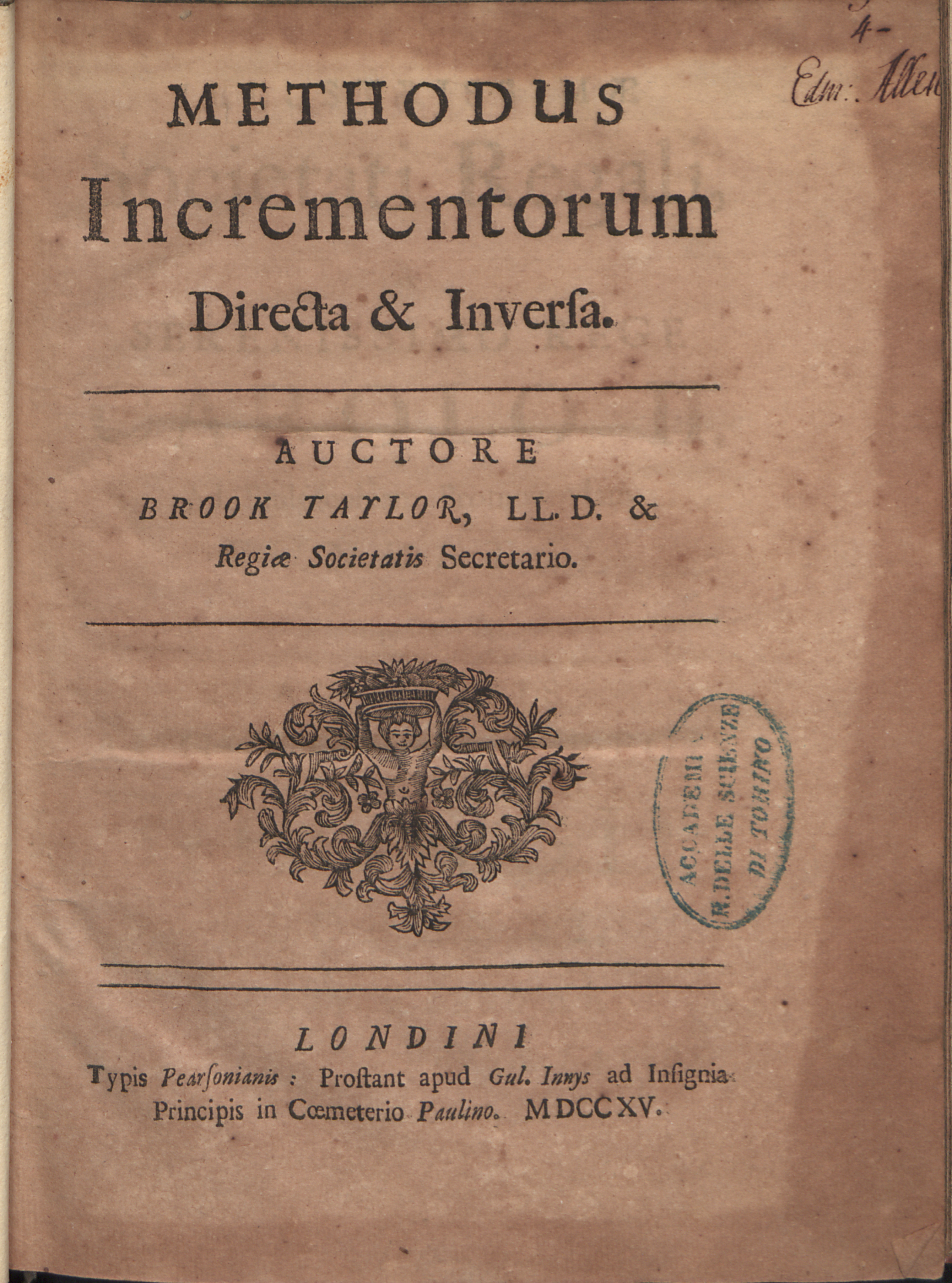
Methodus incrementorum directa et inversa, 1715